# Lucy Mary Jane Garnett
Lucy Mary Jane Garnett (ur. 1849 w Sheffield, zm. 1934) – brytyjska folklorystka, tłumaczka i podróżniczka.
Urodziła się w Sheffield jako córka chirurga Thomasa Garnetta i Lucy Sarah z domu Roberts. Odbyła wiele podróży po Bałkanach i Bliskim Wschodzie notując zwyczaje ludzi, których spotkała. Najbardziej znana jest ze swoich dzieł na temat Turcji, ale oprócz tego tłumaczyła grecka poezję ludową.